# 헤르실리아

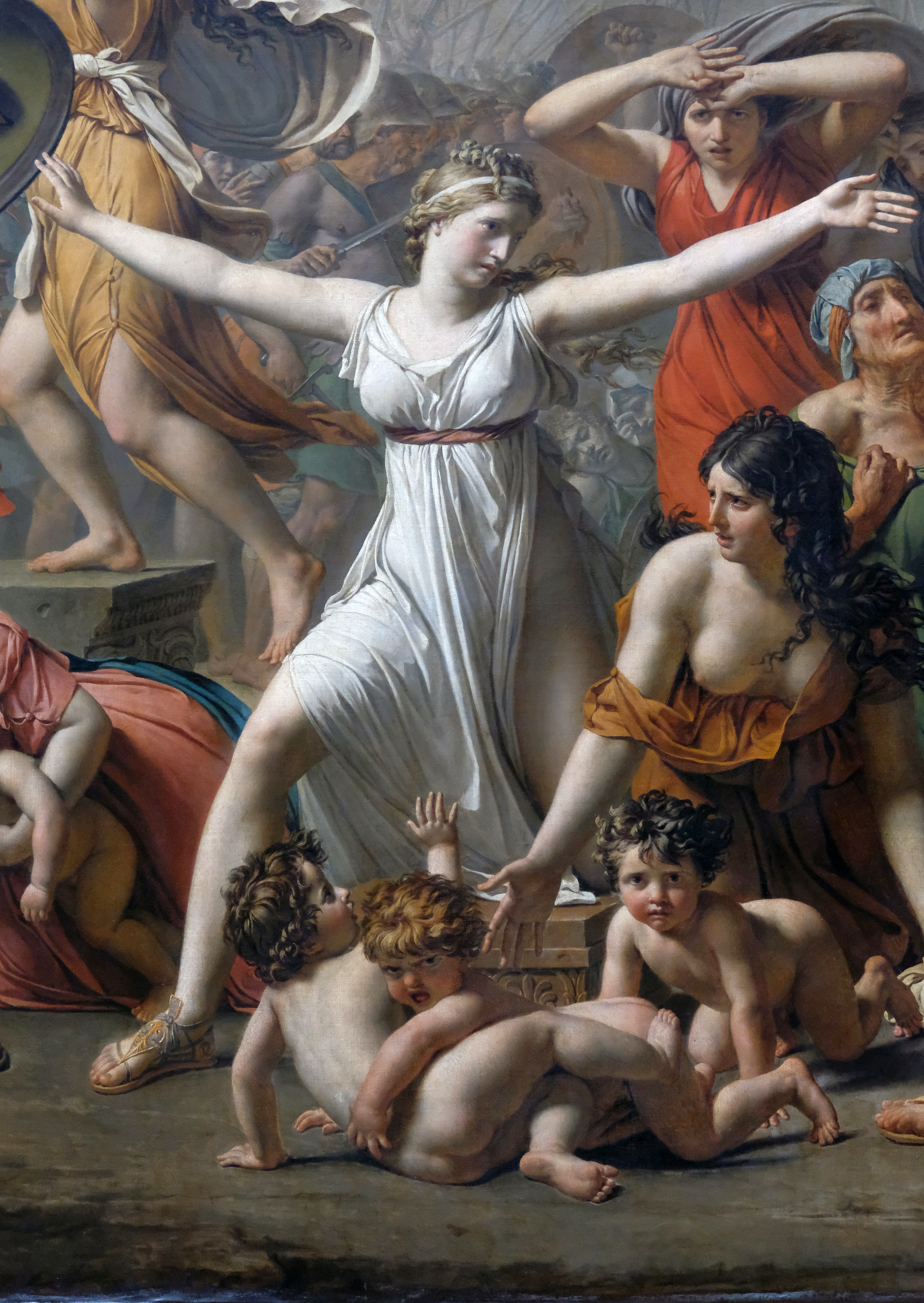
사비니 여인들의 개입에서 등장하는 헤르실리아, 자크 루이 다비드(1799)

헤르실리아(이탈리아어: Hersilia)는 로마 신화에서 로마 건국 신화에 등장하는 인물이다. 그녀는 로마와 사비니 사이의 전쟁을 끝낸 것으로 간주된다.

## 라쿠스 쿠르티우스 전투
일부 기록에 따르면 그녀는 로마 건국 신화에 나오는 로마의 창시자이자 초대 왕인 로물루스의 아내이다. 그녀는 리비와 플루타르크 모두에서 그렇게 묘사된다. 그러나 디오니시우스, 마크로비우스 및 플루타르크에 의해 기록된 또 다른 전통에서 그녀는 대신 로물루스 시대의 로마 챔피언인 호스투스 호스틸리우스의 아내였다. 이로써 그녀는 로마의 3대 왕 툴루스 호스틸리우스의 할머니가 된다.
리비는 그의 저서 《로마 건국 원년》에서 다음과 같이 이야기한다.
| “ | 로마인들이 도시에서 이렇게 점령되는 동안, 안템나이의 군대는 그들의 부재로 인한 기회를 포착하고 그들의 영토에 침입했다. 그러나 로마의 징집이 너무 빨리 그들에게 가해져서 그들 역시 들판에 흩어져 있는 동안 경호에서 벗어났다. 그러므로 그들은 첫 번째 돌격과 외침에 패주했고, 그들의 성읍은 함락되었다. 로물루스가 두 배의 승리에 기뻐하고 있을 때, 그의 아내 헤르실리아는 포로가 된 여자들의 간청에 시달렸고, 그에게 부모를 용서하고, 그들을 국가로 받아 들여달라고 간청했다. 이 경우 조화를 통해 힘을 얻게 될 것이라고 생각한 로물루스는 그녀의 요청을 흔쾌히 수락했다. | ” |

그녀의 남편(퀴리누스 신이 됨)과 마찬가지로 그녀는 사후 오비드의 변신 이야기에 설명된 호라 퀴리니(Hora Quirini)로 신격화되었다.
그의 여왕인 헤르실리아는 계속해서

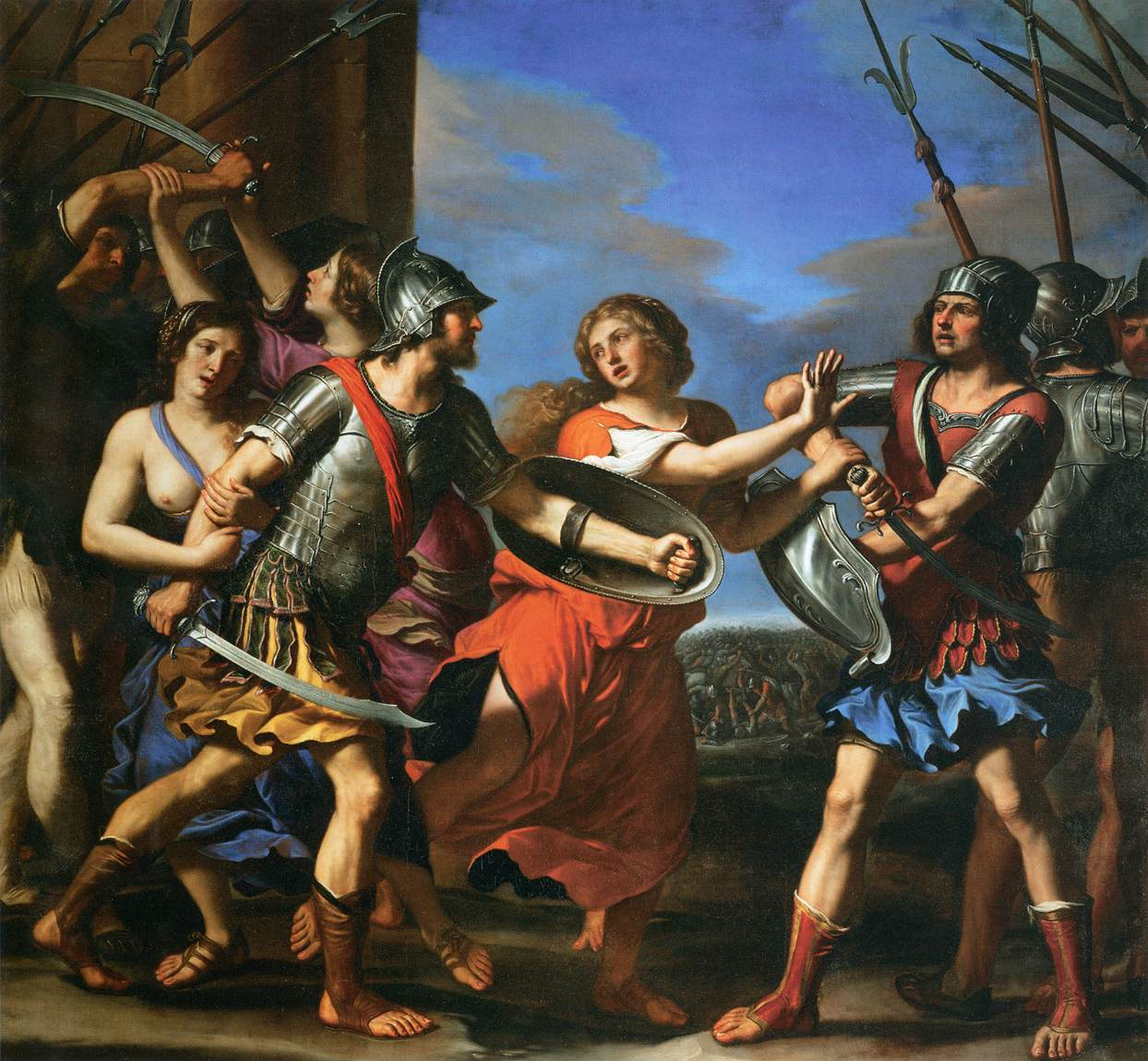
로물루스와 타티우스를 갈라놓는 헤르실라 (1645) by 구에르치노

그를 길 잃은 사람이라고 생각하며 울었다.

주노가 이리스에게 휘어진 활을 따라 미끄러지듯 미끄러져 내려와 다음과 같은 말을 전하게 할 때까지.

위대한 사람이 선택한 배우자가 이제 퀴리누스 신으로서 그의 파트너가 되어 더 이상 울지 않을 것이다.

남편을 보고 싶다면, 내가 로마 왕의 신전을 그늘지게 하는 퀴리누스 언덕 꼭대기에 있는 작은 숲으로 안내하겠다.”

이리스는 그녀의 뜻에 순종했고, 그녀의 착색된 활을 따라 땅으로 미끄러지듯 내려와 헤르실리아에게 메시지를 전달했다.

누가 대답했다.

겸손한 표정과 거의 들리지 않는 눈으로

"여신 (당신의 이름을 말할 수는 없지만 당신은 여신이 될 것이다.) 사랑하는 남편.

운명이 다시 한 번 그의 모습을 보게 해준다면,

나는 천국을 얻었다고 말할 것이다.”

즉시 헤르실리아와 타우마스의 처녀 아이는 로물루스의 언덕을 함께 올라갔다

. 허공을 뚫고 내려오는 별 하나가 나타났고,

빛 속에서 불타오르는 그녀의 머릿단 헤르실리아가 그 별과 함께 떠올랐다.

그리고 그녀는 로마 국가의 창시자

친애하고 친숙한 손으로 받았다.

그는 그녀의 옛 형태와 형태를 그녀의 이름으로 바꾸었다.

그는 그녀를 호라라고 불렀고 그녀를 여신이 되게 했고,

이제 퀴리누스의 짝이 되었다.

호라 퀴리니 신에 대해 알려진 구체적인 정보는 거의 없다. 게오르그 비소바에 따르면, 오비드는 헤르실리아의 신격화 이야기를 호라 퀴리니로 만들었다.. 한편, TP 와이즈먼은 이 이야기가 고대 그리스 문헌에서 유래했다고 주장한다.

## 같이 보기
- 퀴리누스